# Stanisław Tworkowski
Stanisław Tworkowski (ur. 1 stycznia 1901 w Zalesiu w powiecie ostrołęckim, zm. 7 marca 1999 w Dąbrówce) – polski duchowny katolicki, kapelan, pisarz, działacz endecki.

## Życiorys
Urodził się w rodzinie Ignacego Teofila, leśnika, i Anny Kobus. Ukończył polskie progimnazjum w Ostrołęce. W czasie ewakuacji ludności w marcu 1915 (bieżeństwo) rozdzielił się z rodziną. Jako ochotnik sanitariusz wstąpił do 32 Syberyjskiego Pułku Piechoty. Z powodu młodego wieku został zdemobilizowany. Ewakuowano go w głąb Rosji. Osiadł w Mohylewie. Zamieszkał w internacie i uczył się w polskim gimnazjum. W 1916 wstąpił do harcerskiej chorągwi im. księcia Józefa Poniatowskiego. Był zastępowym, przeszedł szkolenie wojskowe. W marcu 1918 wstąpił do I Korpusu Polskiego w Rosji gen. J. Dowbor-Muśnickiego. Służył jako szeregowiec w kompanii karabinów maszynowych w 4 pułku piechoty. Wśród żołnierzy prowadził działalność oświatową. Został przedstawiony do odznaczenia Legią Honorową i Mieczami Hallerowskimi. W okresie międzywojennym był członkiem Stowarzyszenia Dowborczyków „Ku chwale Ojczyzny” oraz Komitetu Historycznego I Polskiego Korpusu.
23 czerwca 1926 z rąk kardynała Aleksandra Kakowskiego przyjął sakrament kapłaństwa. Od 1927 pełnił funkcję prefekta szkół ogólnokształcących państwowych i prywatnych. Przez wiele lat był katechetą w Mińsku Mazowieckim, Pruszkowie, Nowym Dworze Mazowieckim, Radzyminie i Warszawie. Był członkiem Stronnictwa Narodowego i duszpasterzem endecji. 20 czerwca 1934 na fali represji wobec endecji został pozbawiony prawa nauczania religii w szkołach państwowych. Od tej pory pracował tylko w szkołach prywatnych i samorządowych. Służył jako kapelan Stowarzyszenia Katolickiej Młodzieży Męskiej i Żeńskiej.
Brał udział w wojnie polsko-bolszewickiej jako kapelan Armii Hallera. We wrześniu 1939 był kapelanem wojskowym podczas obrony Warszawy, sanitariuszem w Wojskowym Szpitalu Okręgowym przy ul. 6 Sierpnia. Po zajęciu przez Niemców stolicy trafił do niewoli. Wymuszono na nim przysięgę, że nie będzie prowadził działalności politycznej. W czasie II wojny światowej pracował w parafii św. Floriana na Pradze. Był kapelanem VI Obwodu Armii Krajowej Warszawa Praga (pseudonim Paweł). W ramach tajnego nauczania wykładał religię m.in. w konspiracyjnym liceum działającym jako Zakłady Naukowe Heleny Grabowskiej przy ul. Królewskiej 16. Uczestniczył w powstaniu warszawskim, w którym był kapelanem oddziałów powstańczych Zgrupowania „Północ”. Pracował w szpitalach w Śródmieściu i na Powiślu. Był kapelanem Sióstr Matki Boskiej Miłosierdzia przy ulicy Żytniej w Warszawie, a następnie więzienia przy ulicy Dzielnej.
Stanisław Tworkowski był wikarym w Żbikowie, Mińsku Mazowieckim, Nowym Dworze Mazowieckim, Radzyminie, a także w Warszawie (Parafia Najświętszego Zbawiciela w Warszawie, św. Jakuba na Ochocie i Matki Bożej Loretańskiej na warszawskiej Pradze). W latach 1971–1983 był proboszczem w kościele św. Jadwigi w Milanówku.
W 1949 usunięto go ze stanowiska prefekta szkół warszawskich bez prawa do emerytury. W 1956, gdy w PRL wprowadzono ustawę o dopuszczalności przerywania ciąży, działał przeciwko niej. W 1958 nielegalnie (bez zgody cenzury i pod pseudonimem Tworzykowski) wydał powieść Kainka, za co spędził kilka miesięcy w więzieniu. Wydana w nakładzie 500 egzemplarzy książka, potępiająca aborcję, była pierwszą publikacją w drugim obiegu po 1956. Tworkowski był katolickim tradycjonalistą, krytykował Sobór watykański II.
W 1965 został uhonorowany przywilejem noszenia rokiety, mantoletu i pierścienia. Od 1981 był kapelanem prymasa Józefa Glempa.
Był też pisarzem. Współpracował ze środowiskami narodowymi, dlatego miał problemy z cenzurą. W okresie międzywojennym publikował na łamach czasopism endeckich: „Warszawski Dziennik Narodowy” i „Myśl Narodowa”. Wydał książki m.in. Podniebny lot i W błękitach o tematyce lotniczej oraz Krzyż Dowbora i Ostatni zrzut o tematyce wojenno-wspomnieniowej. Spisał opowieści w gwarze kurpiowskiej: Jak Maryna zywcem do nieba jechała, Tełosiów pacierz czy Jak Łolsyniaki za Zielganoc do kościoła śli. Gromadził i przygotowywał do wydania gadki kurpiowskie. Opublikował sztuki sceniczne: „Korale”, „Źródło życia”, Święta noc”. Nakładem Stronnictwa Narodowego w 1939 wyszła jego praca o jawnie antysemickim wydźwięku Polska bez żydów. W 1941 nie zgodził się na jej reedycję przez Niemców, gdyż mogłaby się stać narzędziem w ich polityce. Po II wojnie światowej publikował w „Rycerzu Niepokalanej”, „Ateneum Kapłańskie” i „Hejnale Mariackim”. Pisał pod pseudonimem „Tworzyński”, pod którym w latach 1945–1947 wydawał czasopismo dla młodzieży „Kółko Różańcowe”. Inne jego publikacje to: Na każde wezwanie, Bohaterstwo, Pan Jezus ze świętojańskiej katedry.
Był najstarszym (wiekiem i stażem) duchownym w archidiecezji warszawskiej. W latach 90. XX wieku został awansowany do stopnia pułkownika.
Ostatnie lata życia spędził w Otrębusach, gdzie był rezydentem. Zmarł w Dąbrówce, został pochowany w Kadzidle.
W 1994 powstał film dokumentalny ze wspomnieniami ks. Tworkowskiego zatytułowany A.D.1994 w reżyserii K. Nowaka Tyszowieckiego.

## Ordery i odznaczenia

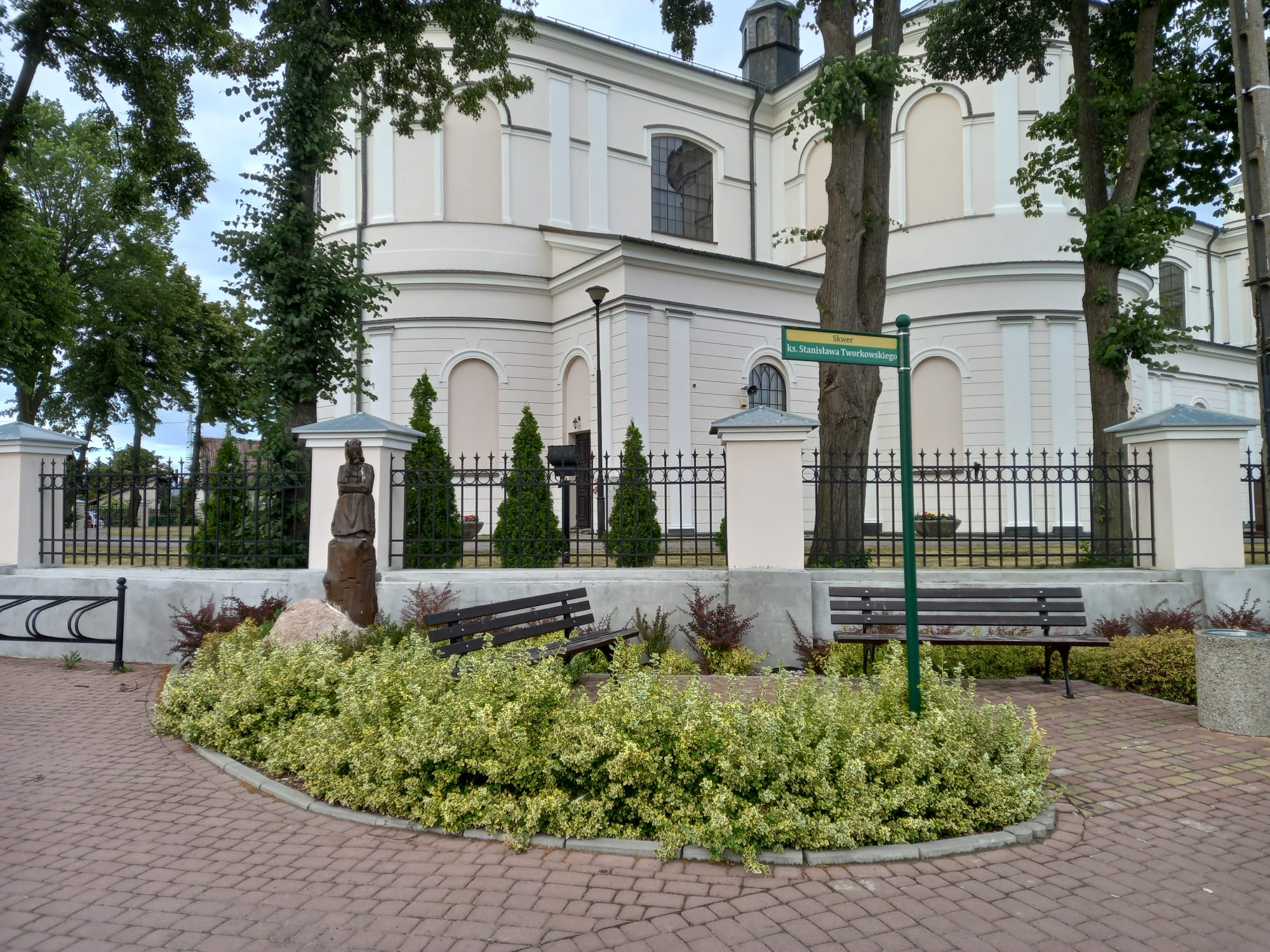
Skwer ks. Stanisława Tworkowskiego w Kadzidle

- Krzyż Oficerski Orderu Odrodzenia Polski (16 czerwca 1994)[7]
- Krzyż Srebrny Orderu Virtuti Militari
- Krzyż Walecznych (czterokrotnie: m.in. za postawę we wrześniu 1939[1])
- Krzyż Zasługi z Mieczami[8]
- Warszawski Krzyż Powstańczy[9]
- Medal Polonia Mater Nostra Est (1998)[2]

## Upamiętnienie
Od 2017 jego imię nosi skwer w Kadzidle.